# Assassin's Creed III: Liberation
Assassin's Creed III: Liberation (Assassin's Creed III: Lady Liberty pour la version japonaise) est un jeu vidéo d'action-aventure et d'infiltration, initialement sorti en octobre 2012, développé par Ubisoft Sofia et édité par Ubisoft sur PlayStation Vita, soit en même temps qu’Assassin's Creed III.
Ce volet présente un nouveau personnage nommé Aveline de Granpré (premier personnage principal féminin pour la série Assassin's Creed). L'action se déroule dans une période parallèle à Assassin's Creed III, dans La Nouvelle-Orléans, durant laquelle l'assassin doit se confronter aux forces espagnoles voulant s'emparer de la Louisiane, lieu de naissance de l'héroïne.
Une version haute-définition du jeu sort sur PlayStation 3, Xbox 360 et PC sous le titre Assassin's Creed : Liberation HD en 2014 via le PlayStation Network, le Xbox Live Arcade et Steam. Cette version sera une nouvelle fois remasterisée pour la sortie d'Assassin's Creed III : Remastered en matériel et dé-matériel sur PlayStation 4, Xbox One, Nintendo Switch et PC le 29 mars 2019 partout dans le monde, qui contient la totalité des contenus additionnels d'Assassin's Creed III ainsi que cette version remasterisée intitulée Assassin's Creed : Liberation Remastered,.

## Trame
Le jeu prend place à la même époque qu’Assassin's Creed III dans la Louisiane du XVIIIe siècle. Née d'une esclave africaine et d'un riche négoce français, Aveline de Granpré se battra pour libérer La Nouvelle-Orléans de la domination hispanique et rejoindra la Confrérie des Assassins en 1759. L'action se situe dans les rues animées de la ville mais aussi dans des marécages de la Louisiane (bayou) ou encore dans des ruines mayas se trouvant au Mexique (Chitchen itza) pour y dénicher des trésors. L'arsenal d'Aveline comporte un pistolet de duel, une sarbacane à fléchettes, une machette pour canne à sucre, un fouet et la fidèle lame secrète des Assassins. Elle aura l'occasion de rencontrer Connor Kenway, le héros d'Assassin's Creed III, et de combattre à ses côtés.

## Musique
Toute la partie musicale a été composée par Winifred Phillips et produite par Winnie Waldron. Elle a reçu deux nominations aux Hollywood Music in Media Awards dans les catégories Best Soundtrack Album et Best Score - Mobile Video Game.

## Contenu téléchargeable
DLC s
- Dague de cérémonie : utilisée par les prêtres vaudou durant leurs cérémonies secrètes, cette dague facilement dissimulable leur permet de se protéger
- Pochette de fléchettes empoisonnées améliorées : permet de transporter jusqu’à 5 fléchettes empoisonnées supplémentaires
- Personnage du multijoueur : Mackandal le garde du corps : ce chasseur, originaire des bayous louisianais, est expert en combat à distance. Guerrier intrépide, il ne manque jamais de munitions
- Chapeau du chasseur d’alligator : cet élégant chapeau n’est porté que par les plus courageux. Il apportera une touche spéciale à la personnalité de votre assassin.

En plus de ces DLC, la version PS3, Xbox 360 et PC comprennent de nouveaux contenus :
- Jouer avec Connor : Via uPlay, il est possible de jouer la mission où Aveline rencontre Connor, en jouant avec ce dernier.

## Accueil
- Famitsu : 36/40 (PSV)[5]
- Jeuxvideo.com : 16/20  (PSV)[6]